# 장산초등학교 (경북)
장산초등학교는 대한민국 경상북도 경산시에 있는 공립 초등학교이다.

## 학교 연혁
- 1993년 9월 1일 - 장산국민학교 개교
- 1996년 3월 1일 - 장산초등학교로 교명 변경
- 2003년 9월 1일 - 학구분리(성암초등학교 20학급 704명)
- 2012년 3월 1일 - 제9대 조건화 교장 부임
- 2014년 2월 17일 - 제21회 졸업(총 3,545명 졸업)
- 2014년 3월 1일 - 30(2)학급 편성

## 학교 상징
- 교목(校木) - 느티나무
- 교화(敎化) - 장미